# 사림 (원씨애후)
사림(史臨, ? ~ 기원전 67년)은 전한 후기의 제후로, 소부 사악성의 손자이다.

## 생애
지절 원년(기원전 69년), 아버지 사보의 뒤를 이어 원씨후(爰氏侯)에 봉해졌으나 2년만에 죽었다. 시호를 애(哀)라 하였고, 아들이 없어 봉국은 폐지되었다.

## 출전
- 반고, 《한서》 권18 외척은택후표

| 선대 아버지 원씨강후 사보 | 전한의 원씨후 기원전 69년 ~ 기원전 67년 | 후대 (71년 후) 사봉 |